# Pascale Hutton
Pascale Hutton (nascida em 14 de junho de 1979) é uma atriz canadense. Ela é conhecida por papéis na televisão como a agente especial do FBI Abby Corrigan na série de ficção científica e fantasia Sanctuary, Krista Ivarson na série dramática de companhias aéreas rurais Arctic Air, e Rosemary LeVeaux Coulter na Série dramática do Hallmark Channel, When Calls the Heart.

## Biografia
Hutton nasceu em Creston, Colúmbia Britânica. Ela frequentou o programa de atuação da Universidade de Alberta em Edmonton.

## Filmografia

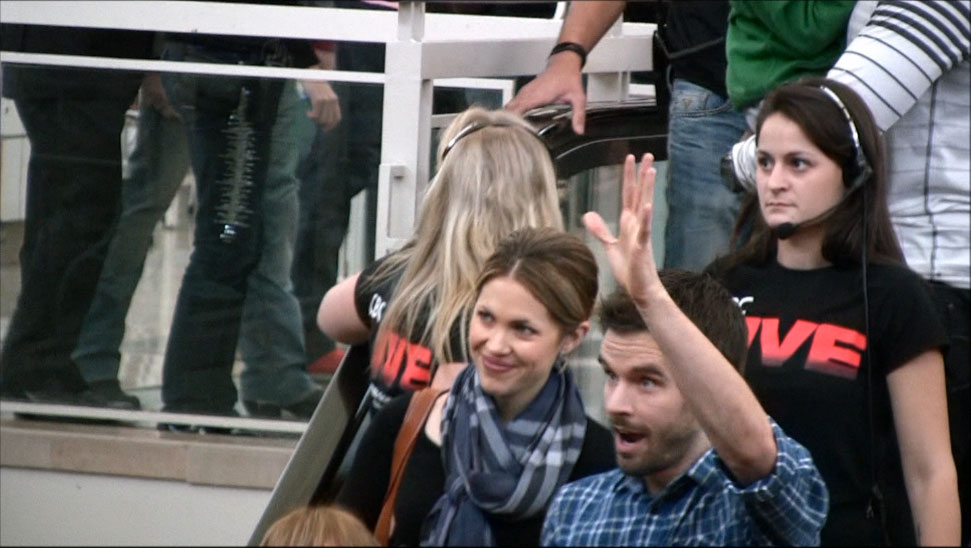
Hutton at a CBC Live event, Sherway Gardens.

### Filmes
| Year | Title                                    | Role                 | Notes                             |
| ---- | ---------------------------------------- | -------------------- | --------------------------------- |
| 2004 | Ginger Snaps 2: Unleashed                | Beth-Ann             |                                   |
| 2005 | A Simple Curve                           | Lee                  | [ 1 ]                             |
| 2005 | Fantastic Four                           | Nightclub Girlfriend | Extended version only             |
| 2005 | Chaos                                    | Pretty Waitress      |                                   |
| 2008 | The Art of War II: Betrayal              | Autumn               | Direct to video                   |
| 2008 | Shred                                    | Danielle             |                                   |
| 2009 | Revenge of the Boarding School Dropouts  | Danielle             | Direct to video                   |
| 2009 | Tornado Valley                           | Ellie                |                                   |
| 2010 | Cats & Dogs: The Revenge of Kitty Galore | Jackie               |                                   |
| 2010 | Badass Thieves                           | Kate                 | Short                             |
| 2011 | Afghan Luke                              | Elita                |                                   |
| 2015 | The Unspoken                             | Jeanie               |                                   |
| 2017 | S.W.A.T.: Under Siege                    | Carley               | Direct to video                   |
| 2023 | Double Life                              | Sharon Setter        | Select US theaters and Paramount+ |

### Televisão
| Year         | Title                               | Role                       | Notes                                               |
| ------------ | ----------------------------------- | -------------------------- | --------------------------------------------------- |
| 2003         | Hollywood Wives: The New Generation | Nikki Roman                | Television film (CBS)                               |
| 2004         | Chicks with Sticks                  | Charlene Manski            | Television film                                     |
| 2004         | The Clinic                          | Sarah                      | Television film (Animal Planet)                     |
| 2004         | The Days                            | Megan                      | "Day 1,403"                                         |
| 2004         | Dead Like Me                        | Amina                      | "The Shallow End"                                   |
| 2004         | Life as We Know It                  | Kelly                      | "Pilot"                                             |
| 2005         | Stargate: Atlantis                  | First Officer Trebal       | "Aurora"                                            |
| 2005         | Reunion                             | Heather                    | "1988", "1989"                                      |
| 2005         | Smallville                          | Karen Gallagher            | "Ageless"                                           |
| 2006         | Smallville                          | Raya                       | "Zod", "Fallout"                                    |
| 2006         | Disaster Zone: Volcano in New York  | Karen Barbarini            | Television film (SyFy)                              |
| 2006         | The Collector                       | Naomi Grant                | "The Media Baron"                                   |
| 2006         | The Evidence                        | Jocelyn Gallo              | "Five Little Indians"                               |
| 2006         | Presumed Dead                       | C.C. Woodruff              | Television film (Lifetime)                          |
| 2006         | The Dead Zone                       | Karen Tomlin               | "Forbidden Fruit"                                   |
| 2006         | Psych                               | Katarina McCallum          | "Pilot"                                             |
| 2007         | The Singles Table                   | Georgia                    | "Pilot"                                             |
| 2007         | Traveler                            | Kim Doherty                | Main role                                           |
| 2007         | The 4400                            | Abigail Hunnicutt          | "Ghost in the Kitchen", "The Great Leap Forward"    |
| 2007         | Reaper                              | Taylor                     | "Love, Bullets and Blacktop"                        |
| 2007         | Intelligence                        | Julianna Vejzna            | Recurring role                                      |
| 2008         | Trial by Fire                       | Taryn                      | Television film (Lifetime)                          |
| 2008–09      | Flashpoint                          | Kira Marlowe               | Recurring role                                      |
| 2009         | Tornado Valley                      | Ellie Wilson               | Television film                                     |
| 2009         | Supernatural                        | Lia                        | "The Curious Case of Dean Winchester"               |
| 2009–15      | Royal Pains                         | Nikki                      | "Pilot", "Lending a Shoulder"                       |
| 2010         | Elopement                           | Jamie Butler               | Television film (ION)                               |
| 2010         | Rookie Blue                         | Det. Jess Erico            | "Broad Daylight"                                    |
| 2010         | A Family Thanksgiving               | Becca                      | Television film (Hallmark)                          |
| 2010–11      | Sanctuary                           | Abby Corrigan              | Recurring role                                      |
| 2010–12      | Fringe                              | Sally Clark                | "Over There: Part 1", "Worlds Apart"                |
| 2011         | Behemoth                            | Emily Allington            | Television film (SyFy)                              |
| 2012         | Continuum                           | Alicia Fuentes             | "The Politics of Time"                              |
| 2012–14      | Arctic Air                          | Krista Ivarson             | Main role                                           |
| 2014         | Recipe for Love                     | Nan                        | Television film (Hallmark)                          |
| 2014         | Once Upon a Time                    | Queen Gerda                | "A Tale of Two Sisters", "The Snow Queen"           |
| 2014–present | When Calls the Heart                | Rosemary Coulter (LeVeaux) | Regular role                                        |
| 2016         | Summer of Dreams                    | Denise                     | Television films (Hallmark)                         |
| 2017         | The Perfect Bride                   | Molly White                | Television films (Hallmark)                         |
| 2018         | The Perfect Bride: Wedding Bells    | Molly White                | Television films (Hallmark)                         |
| 2018         | Wedding of Dreams                   | Denise                     | Television films (Hallmark)                         |
| 2019         | My One and Only                     | Stephanie                  | Television films (Hallmark)                         |
| 2019         | When Hope Calls                     | Rosemary Coulter           | Season 1, Episode 2                                 |
| 2021         | You Had Me at Aloha                 | Paige Marshall             | Television film (Hallmark); Also executive producer |
| 2022         | We Wish You a Married Christmas     | Lauren                     | Television film (Hallmark); Also executive producer |
| 2023         | Fourth Down and Love                | Erin                       | Television film (Hallmark); Also executive producer |

### Online
| Year | Title                   | Role           |
| ---- | ----------------------- | -------------- |
| 2014 | Arctic Air - VIP Lounge | Krista Ivarson |

## Prêmios e indicações
| Year | Award         | Category                                                        | Work                                                 | Result   | Refs          |
| ---- | ------------- | --------------------------------------------------------------- | ---------------------------------------------------- | -------- | ------------- |
| 2006 | Leo Awards    | Best Lead Performance by a Female: Feature Length Drama         | A Simple Curve                                       | Indicado | [ 9 ] [ 10 ]  |
| 2008 | Gemini Awards | Best Performance by an Actress in a Guest Role: Dramatic Series | Intelligence, episode: "The Heat Is On"              | Venceu   | [ 11 ] [ 12 ] |
| 2012 | Leo Awards    | Best Guest Performance by a Female: Dramatic Series             | Sanctuary, episode: "Fugue"                          | Venceu   | [ 13 ]        |
| 2013 | Leo Awards    | Best Lead Performance by a Female: Dramatic Series              | Arctic Air, episode: "Wildfire"                      | Indicado | [ 14 ] [ 15 ] |
| 2015 | Leo Awards    | Best Lead Performance by a Female: Dramatic Series              | When Calls the Heart, episode: "Rules Of Engagement" | Indicado | [ 16 ]        |
| 2020 | Leo Awards    | Best Lead Performance by a Female: Television Movie             | When Calls the Heart, special: "Home For Christmas"  | Indicado | [ 17 ]        |